# Martinshaun
Martinshaun ist ein Ortsteil des Marktes Ergoldsbach und eine Gemarkung im niederbayerischen Landkreis Landshut. 

## Lage
Das Kirchdorf Martinshaun liegt etwa vier Kilometer südlich des Zentrums von Ergoldsbach und ist über die B 15 verbunden.

## Geschichte
Erstmals wurde der Ort am 11. März 1345 als Haun in Urkunden des Kaisers Ludwig der Bayer erwähnt. Damals verfügte der Kaiser, dass der Henker von Rottenburg nach Landshut versetzt wird. In dem Brief wurden auch die Orte erwähnt, die nicht mehr dem Gericht Rottenburg, sondern dem Gericht Landshut zugehörig seien, darunter auch Haun. Der Name geht zurück auf Schlog, Waldstück, Gebiet oder allgemein eine Fläche. Der Name Martin wurde erst in späterer Zeit der Silbe Haun vorangestellt.
Eine zweite Urkunde berichtet von einem Kaufbrief vom 9. November 1386, in dem ein Wertinger von Haun als Kaufzeuge auftritt. Im 13. Jahrhundert und später wird auch in den bischöflichen Beleihungsurkunden von Erbhöfen auf der Hauner Scheid geschrieben.
Von 1510 bis 1782 war Martinshaun ein Edelsitz. Die Inhaber nannten sich die Edlen von Ginsheim auf Schwindach und Martinshaun. In der Kirche von Martinshaun steht ein Grabstein aus dieser Zeit. 1579 wird auf der Landtafel (Landkarte) des Philipp Apian Martinshaun mit seiner Kirche gezeigt.
Zu der Gemeinde Martinshaun wurden 1818 im Rahmen einer Gemeindebildung die Orte Hirnkofen, Kienoden, Leonhardshaun, Oberunsbach, Osterhaun, Reicherstetten und Unterunsbach zugeordnet. Um 1898 umfasste die Gemeinde Martinshaun ein Gebiet von etwa 1250 Hektar sowie 67 Wohngebäude und 432 Einwohner. Bürgermeister war Thomas Eittenberger. Standesamtlich gehörte die Gemeinde Martinshaun nach Essenbach. 1949 wurde der südliche Teil der Gemeinde mit den Orten Hirnkofen, Unterunsbach und Oberunsbach und mit einer Fläche von 515 Hektar von Martinshaun abgetrennt und in die Nachbargemeinde Essenbach eingemeindet.
Im Rahmen der Gebietsreform in Bayern wurde die Gemeinde Martinshaun am 1. Januar 1978 samt ihren damaligen Ortsteilen Kienoden, Leonhardshaun, Osterhaun und Reicherstetten der Marktgemeinde Ergoldsbach eingegliedert.

## Sehenswürdigkeiten
- Filialkirche St. Martin, 1717 im barocken Stil erbaut.

## Vereine
- Florianschützen Martinshaun
- Freiwillige Feuerwehr Martinshaun
- KLJB Martinshaun 2.0
- Landfrauen OV Martinshaun